# Dennstaedtiineae
De Dennstaedtiineae zijn een monotypische onderorde van varens (Polypodiopsida) met slechts een familie: de Dennstaedtiaceae (adelaarsvarenfamilie). Deze onderorde wordt onderscheiden in het PPG I-systeem, zoals dat in 2016 door de Pteridophyte Phylogeny Group (PPG) is gepubliceerd.
| - Polypodiidae (leptosporangiate varens) - Osmundales - - Hymenophyllales - - Gleicheniales - - Schizaeales - - Salviniales - - Cyatheales (boomvarens) - Polypodiales (cathetogyrates) - - Saccolomatineae - Lindsaeineae - - Pteridineae - - Dennstaedtiineae - (eupolypods) - Polypodiineae (eupolypods I) - Aspleniineae (eupolypods II) |